# Het Oldambt (molen)
Het Oldambt is een kleine korenmolen op het industrieterrein Eextahaven, even ten noorden van Heiligerlee in de provincie Groningen.
Het molentje werd in 1960 gebouwd door molenmaker Albert Roemeling bij zijn werkplaats in Scheemda. Bij de verhuizing van het bedrijf, dat inmiddels is overgenomen door de echtgenoot van de kleindochter van Roemeling, naar het industrieterrein Eextahaven in 1999 werd het molentje verplaatst. In 2009 vond er een forse opknapbeurt aan het molentje plaats. Het Oldambt heeft een vlucht van 8 meter met het fokwieksysteem en zeilen. Het binnenwerk is compleet met een koppeltje maalstenen uitgevoerd. De molenmakers zetten de molen regelmatig in beweging.
De molen heeft de status gemeentelijk monument.